# Helmut Juros
Helmut Juros (ur. 4 sierpnia 1933 w Krasiejowie, zm. 4 maja 2025) – polski kapłan katolicki, salwatorianin, teolog, etyk, politolog, profesor nauk humanistycznych, w latach 1987-1990 rektor Akademii Teologii Katolickiej w Warszawie.

## Życiorys
W latach 1952–1959 odbył studia filozoficzno-teologiczne w Wydziale Teologicznym Uniwersytetu Jagiellońskiego i w Instytucie Filozoficzno-Teologicznym Dominikanów w Krakowie, w trakcie których jako członek Towarzystwa Boskiego Zbawiciela w 1958  uzyskał święcenia kapłańskie. Następnie studiował teologię w Katolickim Uniwersytecie Lubelskim (KUL) (1959-1962). Po ich ukończeniu został wykładowcą Wyższego Seminarium Duchownego Salwatorianów w Bagnie. W 1967 w KUL uzyskał stopień doktora nauk teologicznych i został zatrudniony w Akademii Teologii Katolickiej w Warszawie (ATK). Stopień doktora habilitowanego teologii otrzymał w 1975, w 1987 tytuł naukowy profesora nauk teologicznych. W 1994 uzyskał tytuł naukowy profesora nauk humanistycznych. W 1992 otrzymał od Uniwersytetu w Bonn doktorat honoris causa.
W ATK zajmował szereg wiodących stanowisk: w latach 1978-1981 był dziekanem Wydziału Teologicznego, w latach 1981-1987 prorektorem, a w latach 1987-1990 rektorem tej Uczelni. Pełnił także funkcję dyrektora Instytutu Politologii UKSW (1999-2005).
W 1997 został wybrany do Centralnej Komisji do Spraw Stopni i Tytułów. Został członkiem 
Komitetu Nauk Politycznych Polskiej Akademii Nauk.
Został pochowany na cmentarzu parafialnym w Krasiejowie.

## Wybrane publikacje
- Teologia moralna czy etyka teologiczna. Studium z metateologii moralności, Warszawa 1980.
- Europa i Kościół, Warszawa 1997.
- Kościół - Kultura – Europa. Katolicka nauka społeczna wobec współczesności, Warszawa 1997.
- Europejskie dylematy i paradygmaty, Warszawa 2003.